# NGC 2113
NGC 2113 ist ein Emissionsnebel mit einem eingebetteten offenen Sternhaufen im Sternbild Dorado in der Großen Magellanschen Wolke.
Das Objekt wurde am 3. November 1834 von John Herschel entdeckt.